# Gușter vărgat
Gușterul vărgat (Lacerta trilineata) este o șopârlă din familia lacertide (Lacertidae) răspândită din peninsula Balcanică până în vestul Asiei.   În România trăiește subspecia gușterul vărgat dobrogean (Lacerta trilineata dobrogica) care este descris mai jos. 

## Taxonomia
În clasificările mai vechi specia Lacerta trilineata cuprindea 14 subspecii, care în prezent sunt incluse în 2 specii:  Lacerta trilineata și Lacerta media:
- Lacerta trilineata cariensis Peters, 1964 – în Turcia (estul Anatoliei) și insule limitrofe din Marea Mediterană
- Lacerta trilineata citrovittata (Lacerta viridis citrovittata) Werner, 1935 – în Grecia (Insulele Tinos, Syros, Andros, Naxos și Ios din arhipelagul Ciclade)
- Lacerta trilineata diplochondrodes Wettstein, 1952 – în Turcia (partea de sud a litoralului mării Egee) și Grecia (insula Rhodos)
- Lacerta trilineata dobrogica Fuhn & Mertens, 1959 – în România (Dobrogea), estul Bulgariei și Turcia europeană.
- Lacerta trilineata galatiensis Peters, 1964 – în Turcia (în centrul și nordul Anatoliei)
- Lacerta trilineata hansschweizeri Müller, 1935 –  în Grecia  (Insulele Milos, Kimolos, Sifnos și Serifos din arhipelagul Ciclade)
- Lacerta trilineata major Boulenger, 1887 – în Croația, Muntenegru, Bosnia-Herțegovina (pe coasta Adriatică) și vestul Greciei (inclusiv insulele Corfu și Paxos), probabil și în Albania.
- Lacerta trilineata polylepidota Wettstein, 1952 – în Grecia (insula Creta)
- Lacerta trilineata trilineata Bedriaga, 1886   – în Macedonia, Grecia (centrul și estul Greciei continentale, peninsula Peloponez și Insulele Ionice sudice) și în regiunile adiacente din Bulgaria
- Lacerta media ciliciensis (Lacerta trilineata ciliciensis) Schmidtler, 1975 – în Turcia (Mersin, Adana și provincia Kayseri)
- Lacerta media isaurica (Lacerta trilineata isaurica) Schmidtler, 1975 – în Turcia (regiunea centrală montană din provincia Konya)
- Lacerta media israelica (Lacerta trilineata israelica) Peters, 1964 – în nordul Israelului și Iordania
- Lacerta media media (Lacerta trilineata media) Lantz & Cyrén, 1920 – în Transcaucazia, Turcia (estul Anatoliei) și vestul Iranului
- Lacerta media wolterstorffi (Lacerta trilineata wolterstorffi) Mertens, 1922  – în sud-estul Turciei (provincia Hatay), nord-vestul Siriei și Liban

## Răspândirea
Arealul gușterului vărgat se întinde pe litoralul Croației,  în Bosnia-Herțegovina, Serbia, Muntenegru, la est în Bulgaria, sud-estul România, Albania, Macedonia, Grecia (inclusiv în Insulele Ionice și multe insulele din Marea Egee, inclusiv Creta, Lesbos și Rodos), precum și în vestul și centrul Turciei.
A fost găsită în următoarele țări: Albania, Bosnia și Herțegovina, Bulgaria, Croația, Grecia, Macedonia, Muntenegru, România, Serbia, Turcia.
Este o specie politipică și cuprinde 9 subspecii (Lacerta trilineata cariensis, Lacerta trilineata citrovittata, Lacerta trilineata diplochondrodes, Lacerta trilineata dobrogica, Lacerta trilineata galatiensis, Lacerta trilineata hansschweizeri, Lacerta trilineata major, Lacerta trilineata polylepidota, Lacerta trilineata trilineata). Subspecia gușterul vărgat dobrogean (Lacerta trilineata dobrogica) trăiește în România, în estul Bulgariei (mai ales pe litoralul Mării Negre) și, probabil, în Turcia europeană.

### Răspândirea în România

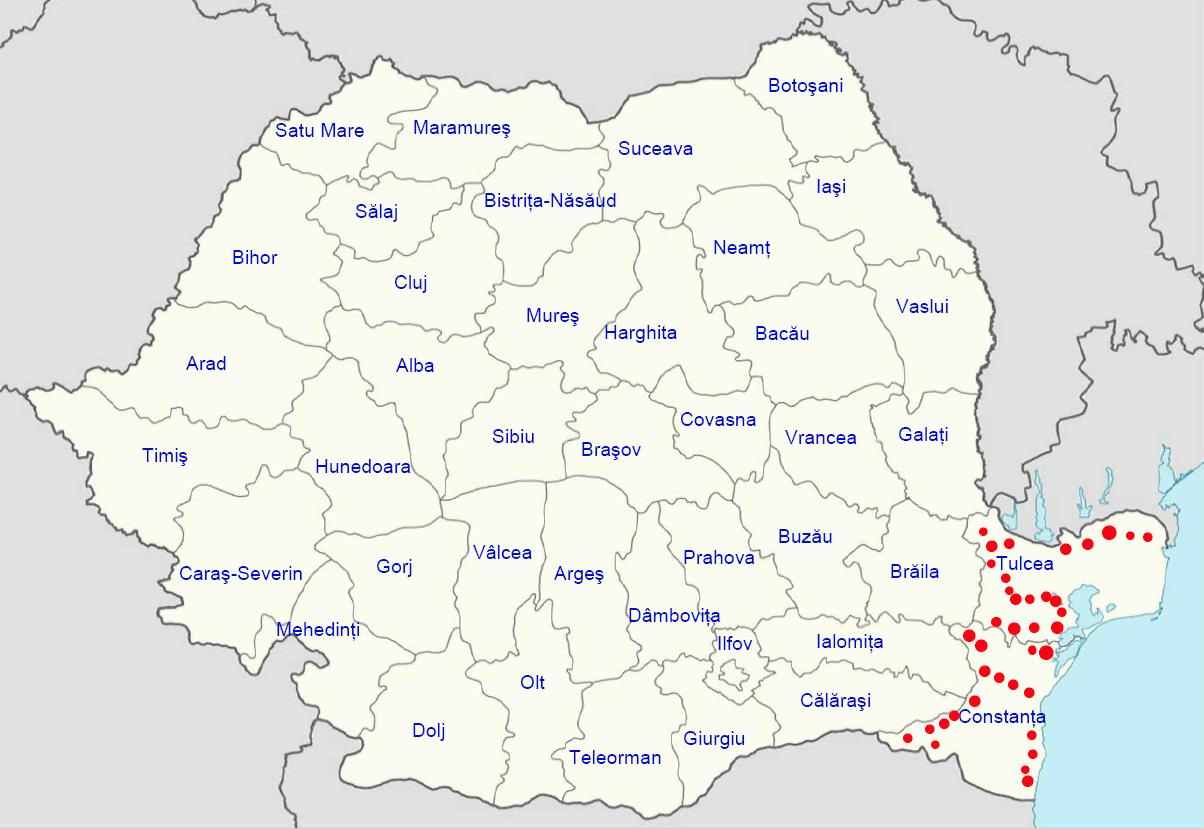
Răspândirea guşterului vărgat dobrogean în România (cerculeţe roşii)

În România această șopârla este destul de rară, găsindu-se numai în Dobrogea (Bugeac, Mangalia, Cernavodă, Techirghiol, Năvodari, Casimcea, Jurilovca, Elena Pavel, Atmagea, Măcin, Somova, Tulcea etc.).

## Descrierea
Este de mărimea gușterului.  Lungimea totală (cap + trunchi + coadă) 90-317 mm, lungimea cap + trunchi până la 137 mm, lungimea cozii 172-236 mm. Are botul conic, relativ înalt, rotunjit la vârf, partea posterioară a capului slab dilatată în regiunea temporală. Coada foarte lungă și subțire. Nara este mărginită de cinci scuturi (rostral, nazal, primul supralabial și două postnazale). De cele mai multe ori există cinci perechi de scuturi inframaxilare. Solzii dorsali sunt hexagonali, vizibil carenați, mai înguști pe spate și se lățesc spre flancuri și sunt dispuși în câte 37-49 într-un șir transversal la mijlocul corpului. Are 13-17 pori femurali.  Scuturile temporale sunt relativ numeroase (în număr de 14-36, în medie 23) și destul de mari, iar scuturile ventrale sunt dispuse în opt șiruri.

## Coloritul

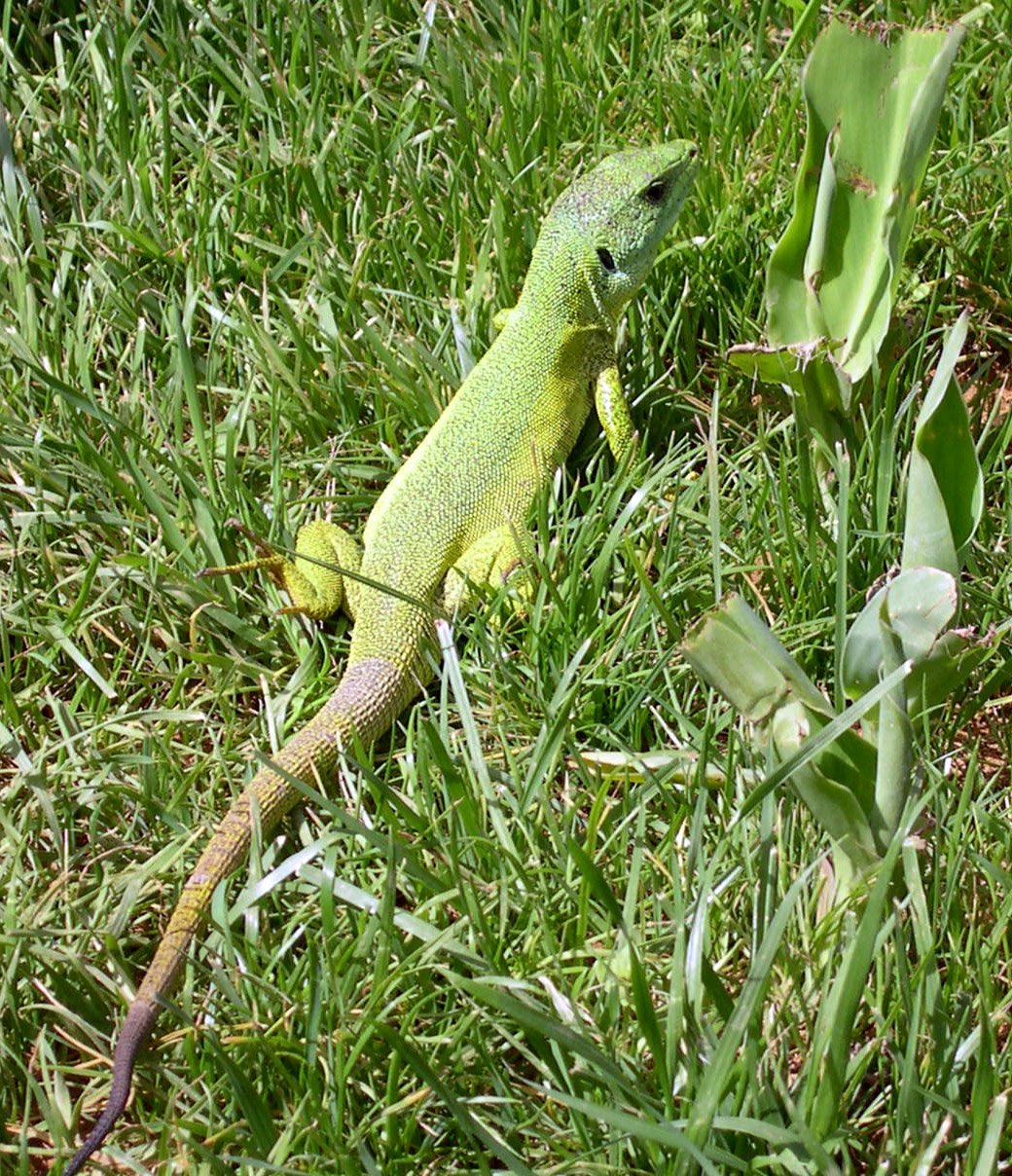
Guşterul vărgat. Exemplar adult

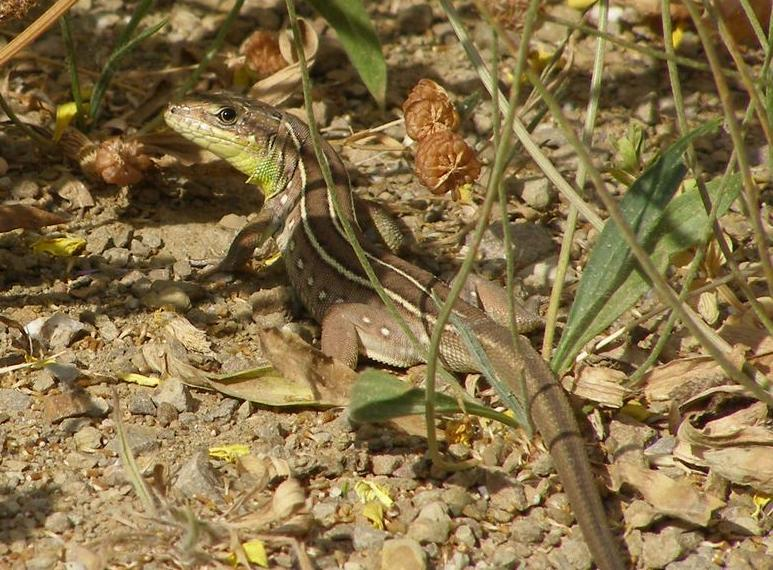
Gușterul vărgat. Juvenil

Puii și juvenilii au pe un fond brun-bronzat deschis (după eclozare), care se închide cu vârsta, cinci dungi dorso-laterale longitudinale paralele, verzi-gălbui sau albe-gălbui – 2 supraciliare, 2 suboculare și una vertebrală. Dungile au lățimea de 2-3 solzi. Dungile supraciliare încep de la primul scut supraocular, cele suboculare încep de la scutul subocular; ambele dungi se termină în regiunea membrelor posterioare. Dunga vertebrală, care se întinde de-a lungul coloanei vertebrale, începe la puii proaspăt eclozați de la scutul occipital, la exemplarele mai vârstnice la interval de 3-5 mm de la scutul occipital. Pileusul (partea superioară a capului) la pui și juvenili este brun uniform, laturile gâtului la început sunt galben închise, apoi verzi, iar în stare adultă, la masculi, albastre.
Masculii adulți au spatele verde-gălbui sau verde-smarald, cu numeroase puncte punctiforme negre (fiecare solz are o pată neagră). Pileus cu o marmorație neagră pe un fond verde deschis; uneori poate predomina elementul închis, dând aspectul unei marmorații verde deschis pe un fond închis. Laturile gâtului, între timpan și guler, sunt de un albastru-deschis (formând peruzea), gușa însă nu este niciodată albastră. Abdomenul este galben, fără pete, uneori verzui spre flancuri. Uneori zona axilară și o treime din flancuri au o culoare albastră sau albastră-cenușie.
Masculii semiadulți păstrează dungile dorsale deschise, care caracterizează puii,  adică pe un fond verde au cinci dungi deschise, mai mult sau mai puțin evidente.
Femelele adulte au spatele vărgat de culoare verde sau brun, cu cinci dungi dorso-laterale deschise longitudinale, galbene-verzui - una mediană (dunga vertebrală) se întinde de-a lungul coloanei vertebrale și 4 linii laterale pe laturile corpului. Femelele mai bătrâne își pot pierde dungile dorso-laterale și au spatele verde, cu pete negre mai accentuate decât la masculi; aceste pete se pot contopi uneori într-un desen reticulat. Pileusul femelelor ca la mascul, uneori și laturile gâtului albastre. Femelele pot păstra uneori desenul și coloritul juvenililor, brun închis, cu cinci dungi deschise și pileus brun uniform.

## Habitatul
Gușterul vărgat dobrogean trăiește în locuri mai xerofile (uscate) decât gușterul obișnuit (Lacerta viridis viridis), evitând luminișurile pădurilor sau lizierele, dar manifestă un anumit grad de petrofilie, fiind întâlnit adesea în zona stâncoasă. Cu toate că preferă locurile mai uscate, el este întotdeauna găsit în proximitatea apei (pârâu, baltă, lac).  
Gușterul vărgat dobrogean populează viroagele și râpele colinelor și dealurilor dobrogene, cu sol de loess depus peste aflorimentele de rocă (calcare triasice, sarmațiene, cretacice sau șisturi verzi paleozoice) care ies la suprafață din loc în loc, formând zone de stâncărie. 
Poate fi întâlnit pe unele pante înierbate de pe malul micilor pâraie dobrogene (derele), sau cele ce coboară spre vreun lac, uneori chiar în plină stepă sau în culturi și vii învecinate cu biotopul principal. 
Ca adăposturi servesc galeriile pe care le sapă la adăpostul vegetației de arbuști: tufelor de păducel (Crataegus) sau chiar în masive de ciulini. Uneori folosește galeriile de rozătoare părăsite. În zonele stâncoase se adăpostește în fisuri și pe sub pietre. 

## Comportamentul
Gușterii vărgați dobrogeni se întâlnesc de obicei izolați, indivizii păstrând distanțe suficient de mari între ei, dar fiind însă destul de numeroși în biotopul respectiv.
Hibernează din octombrie până în aprilie, fiind activi din aprilie până în octombrie
Gușterul vărgat dobrogean este o șopârlă destul de sperioasă, care la cea mai mică primejdie se refugiază în galerii sau se cațără câțiva metri pe pereții de loess ori de stâncă. 
Gușterii vărgați pot fi prinși cel mai ușor prin săparea galeriilor în care au pătruns sau pe sub pietre.
Gușterul vărgat dobrogean trăiește adesea împreună cu gușterul comun (Lacerta viridis viridis), șopârla de iarbă (Podarcis tauricus tauricus), șarpele rău (Dolichophis caspius) și broasca țestoasă de uscat dobrogeană (Testudo graeca ibera). 

## Hrana
Se hrănește cu diferite artropode,  dar mai ales cu ortoptere (lăcuste) care joacă un rol important în hrana lor. În captivitate șoarecii nou-născuți constituie de asemeni o hrană binevenită. 

## Dușmanii naturali
Principalii dușmanii naturali sunt șarpele rău (Dolichophis caspius) și păsările răpitoare.

## Paraziții
Printre paraziți se numără acarianul Trombicula hasei Feider, 1958 (din suprafamilia Gamasoidea).

## Reproducerea
Femele cu ouă dezvoltate se întâlnesc la finele lunii iunie. Ponta este depusă  de femele în locuri ascunse în iunie-iulie și este formată din 12-20 de ouă roz-gălbui, cu dimensiunile 15 x 11,5 mm.
Puii eclozează în august-septembrie, în captivitate, puii au eclozat în octombrie. Puii proaspăt eclozați măsoară în total 78 mm, din care 31 mm reprezintă lungimea cap + trunchi.

## Importanța
Sunt șopârle folositoare pentru agricultură deoarece se hrănesc cu lăcuste care provoacă mari daune culturilor agricole.

## Starea de conservare
Este o specie foarte rară în România. Gușterul vărgat dobrogean (Lacerta trilineata dobrogica) a fost semnalat până în prezent numai în Dobrogea. Densitatea medie a populațiilor a acestei șopârle în zonele investigate de pe platoul continental al Dobrogei de Nord este de 4,06 exemplare/ha.
Deteriorarea, distrugerea și fragmentarea habitatelor, extinderea suprafețelor agricole și de pășunat, turismul și urbanizarea, utilizarea pesticidelor și a îngrășămintelor agricole, colectarea de către localnici și turiști sunt factorii principali ai scăderii populațiilor gușterului vărgat dobrogean.
În Lista roșie globală a IUCN este menționată ca o specie neamenințată cu dispariția (LC - least concern). În Cartea Roșie a Vertebratelor din România este considerată ca o specie amenințată cu dispariția (EN - endangered). 
În România gușterul vărgat dobrogean este protejat prin Legea Nr. 13 din 1993 pentru aderarea României la Convenția la Convenția de la Berna (Anexa II), Directiva Europeana 92/43/EEC a Consiliului Comunităților Europene (Anexa IV), Legea nr. 462/2001, emisă de Parlamentul României, privind regimul ariilor naturale protejate, conservarea habitatelor naturale, a florei și faunei sălbatice (Anexa IV) și Ordonanța de Urgență a Guvernului nr. 57/2007 privind regimul ariilor naturale protejate, conservarea habitatelor naturale, a florei și faunei sălbatice, aprobată cu modificări și completări ulterioare, fiind considerată o specie de interes comunitar care necesită o protecție strictă (Anexa IV A).